# Richard Francis Reidy
Richard Francis Reidy (Worcester, 30 maggio 1958) è un vescovo cattolico statunitense, dal 12 febbraio 2025 vescovo di Norwich.

## Biografia
Richard Francis Reidy è nato a Worcester, nel Massachusetts, il 30 maggio 1958.

### Formazione e ministero sacerdotale
Nel 1980 ha conseguito la laurea in scienze politiche presso il College of the Holy Cross di Worcester. Successivamente ha studiato giurisprudenza alla Boston College Law School e nel 1983 ha ottenuto il Juris Doctor. Ha poi lavorato come avvocato presso lo studio legale Mirick, O'Connell, DeMallie e Lougee a Worcester.
Ha studiato filosofia e teologia cattolica presso il seminario "Santa Maria" di Baltimora dal 1990 al 1991 e presso la Pontificia Università Gregoriana a Roma dal 1991 al 1993, dove ha conseguito il baccalaureato in teologia. Dopo ulteriori studi, nel 1994 ha ottenuto la licenza in spiritualità presso la Pontificia università "San Tommaso d'Aquino". Durante i suoi studi a Roma, Reidy è stato alunno del Pontificio collegio americano del Nord.
Il 25 giugno 1994 è stato ordinato presbitero per la diocesi di Worcester nella cattedrale diocesana da monsignor Timothy Joseph Harrington, vescovo di Worcester. In seguito è stato vicario parrocchiale della parrocchia di San Pietro a Worcester dal 1994 al 1995 e rettore della cattedrale di San Paolo a Worcester dal 1995 al 2008. Nel 2008 è stato inviato a Washington per studi. Nel 2010 ha conseguito la licenza in diritto canonico all'Università Cattolica d'America con una tesi intitolata "The grave defect of discretion of judgement necessary to establish the invalidity of marriage under canon 1095, n. 2". In seguito è stato parroco della parrocchia di Sant'Anna a North Oxford dal 1º agosto 2010  al 2013, difensore del vincolo presso il tribunale ecclesiastico diocesano dal 2010, vicario generale e moderatore della curia con residenza nella parrocchia di Cristo Re a Worcester dal 6 luglio 2013, amministratore temporaneo delle parrocchie di Santa Bernardette a Northborough e di San Giorgio a Worcester dal 1º dicembre 2013, amministratore temporaneo della parrocchia di San Dionisio ad Ashburnham nel 2020  e amministratore temporaneo delle parrocchie di San Paolo a Warren e di San Stanislao a West Warren dal 2022 al 2023.
È stato anche membro della commissione edilizia diocesana, del consiglio consultivo diocesano del diaconato, del consiglio diocesano del fondo di espansione, del consiglio diocesano per gli affari economici, del comitato diocesano per gli investimenti, del comitato diocesano per i piani pensionistici dei laici, del comitato di pianificazione pastorale, del consiglio del personale presbiterale e del comitato diocesano di revisione.
Ha fatto parte dei consigli di amministrazione dei Boy Scout di Mohegan, della Worcester County Food Bank, della Visitation House di Worcester, dell'Anna Maria College di Paxton, del Saint Vincent Hospital di Worcester e dell'All Saints Academy di Webster.
Il 31 agosto 2023 papa Francesco gli ha conferito il titolo onorifico di cappellano di Sua Santità.

### Ministero episcopale
Il 12 febbraio 2025 lo stesso papa Francesco lo ha nominato vescovo di Norwich. Il 26 aprile si è congedato dalla sua diocesi di origine con una messa celebrata da monsignor Robert Joseph McManus nella cattedrale di San Paolo a Worcester. Ha ricevuto l'ordinazione episcopale il 29 dello stesso mese nella cattedrale di San Patrizio a Norwich dall'arcivescovo metropolita di Saint Paul e Minneapolis Christopher James Coyne, co-consacranti il vescovo di Worcester Robert Joseph McManus e quello di Portland James Thomas Ruggieri. Durante la stessa celebrazione ha preso possesso della diocesi.

## Opere
- Richard Francis Reidy, The grave defect of discretion of judgement necessary to establish the invalidity of marriage under canon 1095, n. 2, Washington, Università Cattolica d'America, 2010,  pp. iv, 88. URL consultato il 29 maggio 2025.

## Genealogia episcopale
La genealogia episcopale è:
- Cardinale Scipione Rebiba
- Cardinale Giulio Antonio Santori
- Cardinale Girolamo Bernerio, O.P.
- Arcivescovo Galeazzo Sanvitale
- Cardinale Ludovico Ludovisi
- Cardinale Luigi Caetani
- Cardinale Ulderico Carpegna
- Cardinale Paluzzo Paluzzi Altieri degli Albertoni
- Papa Benedetto XIII
- Papa Benedetto XIV
- Papa Clemente XIII
- Cardinale Marcantonio Colonna
- Cardinale Giacinto Sigismondo Gerdil, B.
- Cardinale Giulio Maria della Somaglia
- Cardinale Carlo Odescalchi, S.I.
- Cardinale Costantino Patrizi Naro
- Cardinale Lucido Maria Parocchi
- Papa Pio X
- Cardinale Gaetano De Lai
- Cardinale Raffaele Carlo Rossi, O.C.D.
- Cardinale Amleto Giovanni Cicognani
- Arcivescovo Paul John Hallinan
- Cardinale Joseph Louis Bernardin
- Arcivescovo Thomas Cajetan Kelly, O.P.
- Arcivescovo Daniel Mark Buechlein, O.S.B.
- Arcivescovo Christopher James Coyne
- Vescovo Richard Francis Reidy